# Самостоятельная Украина

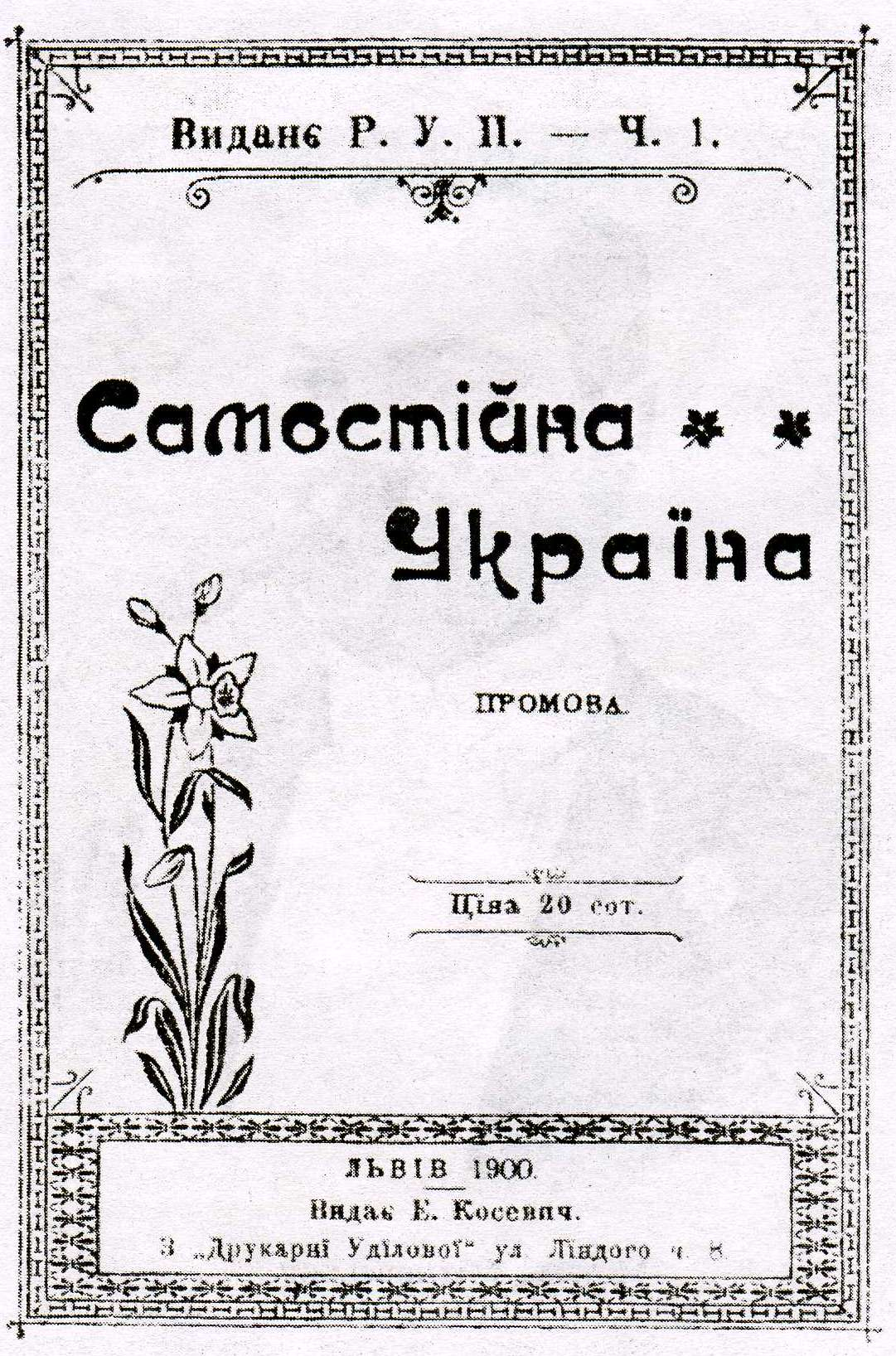
Изображение самого первого издания брошюры

«Самостоятельная Украина» (укр. Самостійна Україна) — брошюра Н. И. Михновского (1900).
Работа содержит авторское видение политических, правовых и философских аспектов бытия украинской нации и государства. На первоначальном этапе существования Революционной украинской партии (РУП) являлась её политической платформой. Позже послужила основой для так называемого «украинского самостийництва» — Украинской народной партии, а позднее Украинской партии социалистов-самостийников.

## История создания

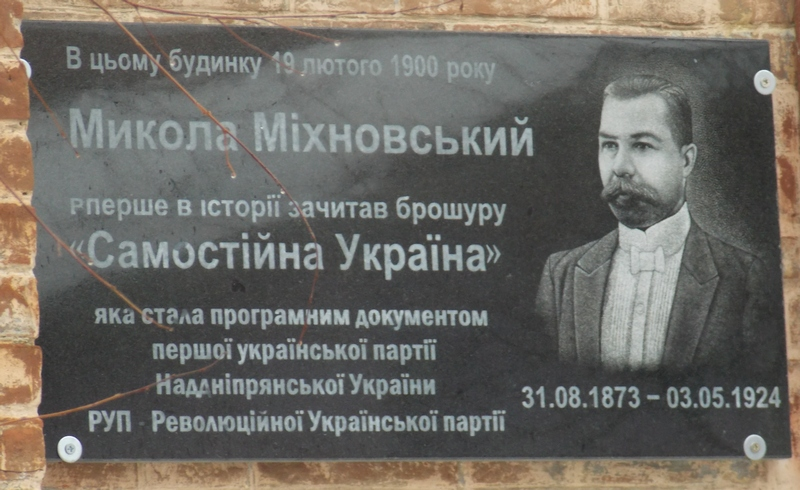
Памятная доска на месте первой декларации «Самостоятельной Украины» (Полтава, дом Александра и Софии Русовых)

В январе 1900 года в Харькове по инициативе Д. Антоновича, Каминского, Мациевича и Руссова была создана первая на Надднепрянщине украинская партия — Революционная украинская партия. Через два дня после её основания Д. Антонович предложил Н. Михновскому написать для неё программу. И уже 19 января в Полтаве и 26 января в Харькове Михновский огласил реферат «Самостоятельная Украина». В этой работе он представил своё историко-правовое обоснование необходимости радикального решения национального вопроса на Украине, права и необходимости национально-освободительной борьбы украинского народа, а также изложил своё видение теоретических основ политической идеологии «самостийництва».
В этом же году при содействии Старосольского и Косевича работа была опубликована во Львове (Австро-Венгрия).

## Содержание
Умозрительно, в соответствии с направлениями аргументации Михновского, его работу можно разделить на несколько взаимосвязанных частей.

### Теоретические основы права украинской нации на самоопределение
Автор выделяет две основы для реализации права украинцев на самоопределение — формально-юридическую, и природно-правовую.

#### Формально-юридическая основа права украинской нации на самоопределение
Михновский показывает в своей работе, что украинцы имели собственную государственность, примерами которой являются княжества Киевской Руси, галицко-русское княжество, литовско-русское княжество, гетманаты Хмельницкого и Мазепы. Далее он анализирует Переяславский договор и приходит в выводу, что в результате его заключения была образована конфедерация Российской империи и казацкого государства. В дальнейшем, в результате противоправных односторонних действий России, Украина была включена в состав империи, а поэтому, делает вывод Михновский, украинская нация имеет право решать свою судьбу самостоятельно.

#### Естественно-правовая основа права украинской нации на самоопределение
В своей работе Михновский показывает системные нарушения личных и коллективных прав украинцев в Российской империи, в результате чего нация деградирует и может умереть. Он делает вывод, что восстановление прав возможно только в собственном национальном государстве, только оно даст личную и экономичную свободу, обеспечит развитие личности.

### Механизм реализации права на самоопределение
В качестве движущей силы национального освобождения Михновский видит новую элиту — «украинскую интеллигенцию третьего поколения». Если первые два поколения интеллигенции служили Польше и России, то третье поколение будет служить украинскому народу, оно станет организатором борьбы за национальные права. При этом Михновский допускал все формы борьбы — от культурной до вооруженного восстания.